# Eiler Christopher Kaasbøll
Eiler Christopher Kaasbøll, (2. maj 1682 – 13. marts 1754) var en norskfødt dansk præst.
Kaasbøll var søn af præsident Peter Kaasbøll (død 1693), blev født i Trondhjem. Han blev student fra Sorø Akademi 1701 og tog attestats 1707. I årene 1703-8 var han alumn på Borchs Kollegium. Sidstnævnte år blev han kateket ved den lutherske kirke i London. 1711 var han atter hjemme og blev nu nederste kapellan ved Vor Frue Kirke i København, i hvilket embede han forblev i 21 år. 1712 fik han magistergraden. 1732 forflyttedes han til sognekaldet ved Helligåndskirken i København og døde 13. Marts 1754.
Kaasbøll var en vel begavet prædikant, der nød anseelse som taler, men samtidig kendt som en meget verdsligsindet mand, der, når han havde lagt præstekjolen, kunne bande som den værste matros. Han var ivrig modstander af pietismen og havde en mængde stridigheder med dens tilhængere, bl.a. med præsten Enevold Ewald.
Han var 2 gange gift: 1. (1712) med Johanne Sophie født Møller (død 1713); 2. (1715) med Bodil Elisabeth født Hjorth (død 1767).